# Эдт (Грефрат)

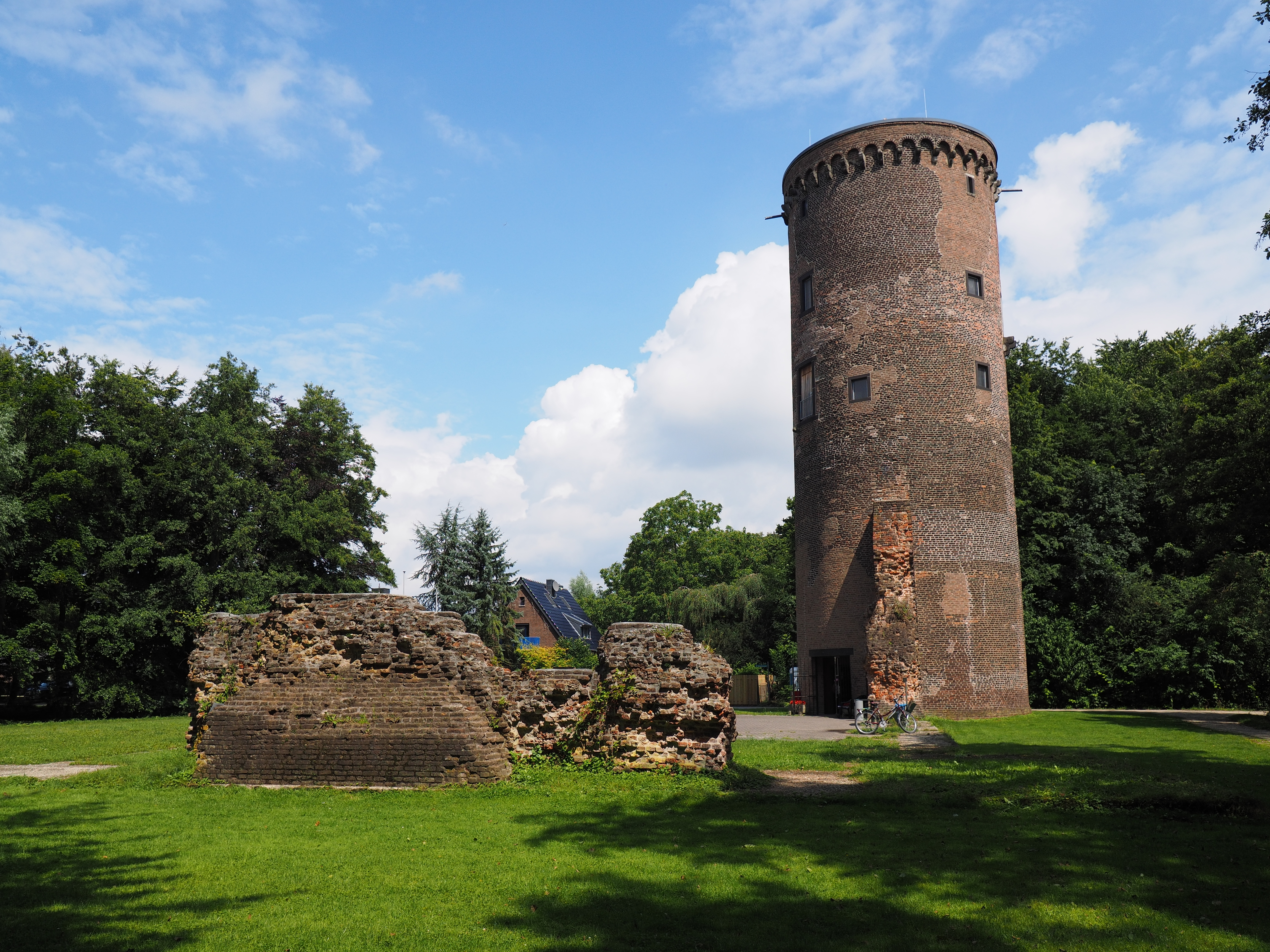
Руины замка Уда

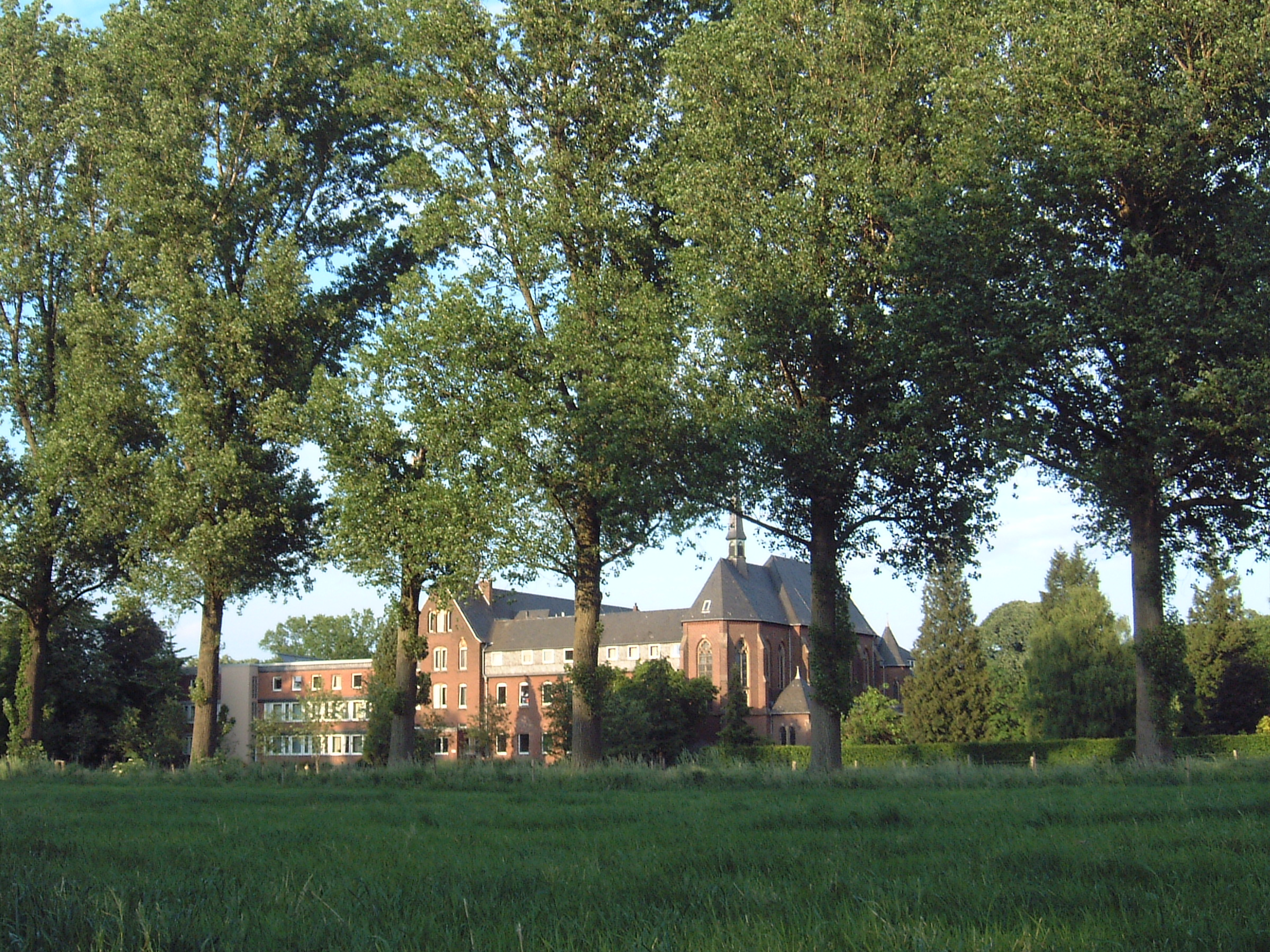
Аббатство Мариендонк

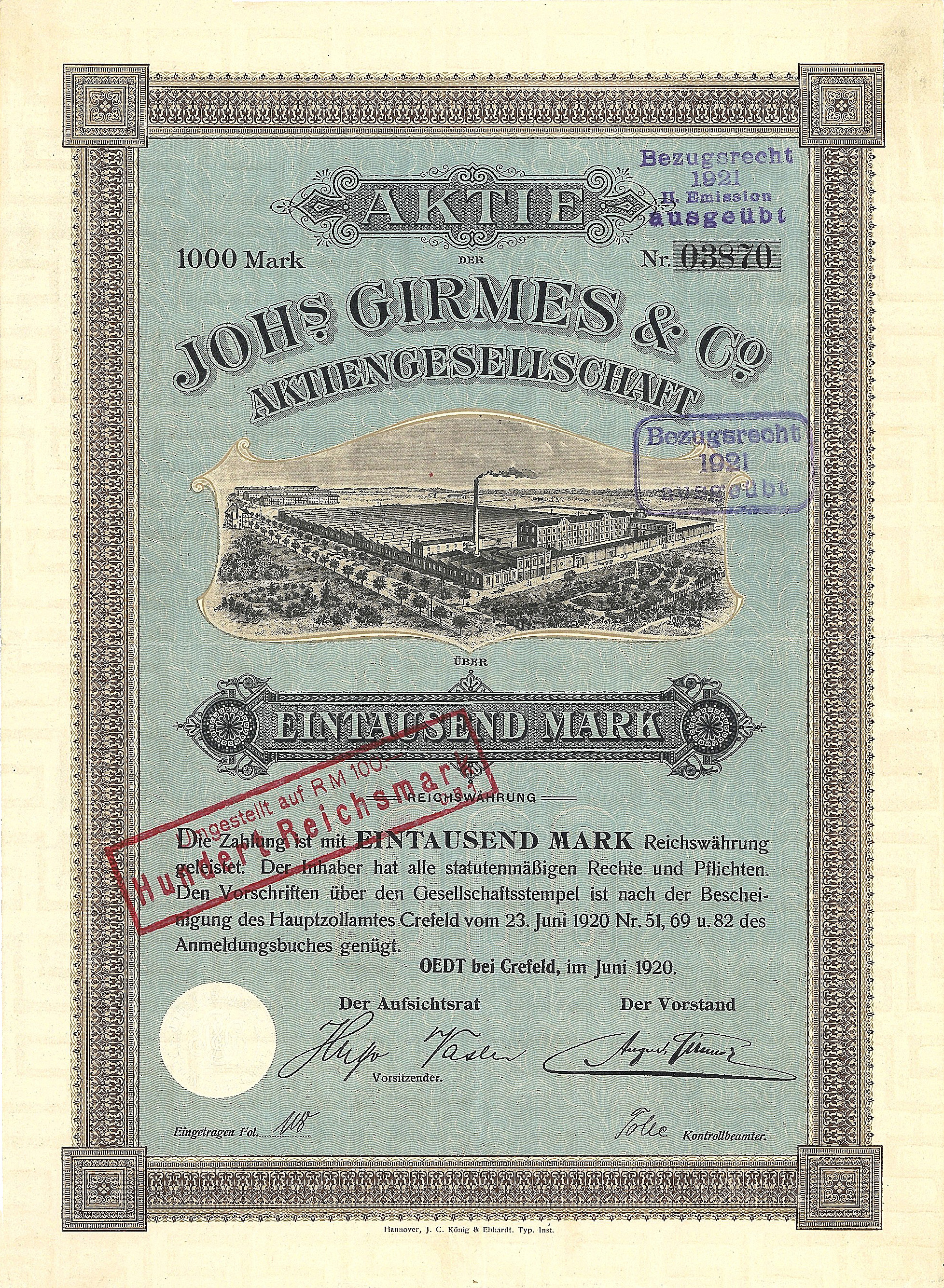
Акция стоимостью 1000 марок от Johs. Girmes & Co. Aktiengesellschaft, выпущенный в Эдте в июне 1920 года. Подписана в качестве председателя наблюдательного совета банкиром из Крефельда Хуго Васеном, от имени совета директоров — Августом Гирмесом.

Эдт (нем. Oedt) — населённый пункт (посёлок) в составе общины Грефрат (район Фирзен, земля Северный Рейн-Вестфалия, Германия).

## Географическое положение
Посёлок протянулся длинной полосой с севера на юг вдоль реки Нирс. Соседний населённый пункт на севере — Мюльхаузен. Общинный центр Грефрат находится на противоположной стороне Нирса и соединяет населённые пункты автодорогой федерального значения B509. Дорогами местного значения Эдт выходит к автобанам A40, A44 и A61, по которому осуществляется прямая связи с Нидерландами.

## История
Археологические находки, относящиеся к позднему каменному веку и железному веку, а также находки римского и франкского периодов на всей территории старого муниципалитета Эдт позволяют сделать вывод о том, что эта территория уже в ранние времена была освоена и заселена. В 1920-х годах Альберт Штегер собрал находки из песчаного карьера к северу от Мюльхаузена, которые свидетельствуют о поселении и франкском захоронении VII века.
В середине X века земля перешла во владение архиепископства Кёльна и впервые получила суверена. В 973 году архиепископ Кёльна Геро подарил землю Эдта бенедиктинскому аббатству Гладбаха.
В 1170 году Эдт впервые упоминается как «Худе». В дарственной грамоте аббата Роберта Гладбахского, среди прочего, говорится: «apud Hude in ecclesia Nostra», т. е. «в нашей церкви в Эдте». Название места Худе на протяжении веков менялось: Уде, Уда, Уэде, Ойде, Уэдде, Ойдт, Оэд, а затем и до сегодняшнего Эдта (местное название посёлка — «Ёт»).
Местный замок Уда был построен около 1300 года Дитрихом Луфом III фон Клеве — графом Хюльхрата и князем Кервенхайма и Эдта. На протяжении веков замок (памятник архитектуры Эдта) несколько раз разрушался, но всегда частично восстанавливался. Во время Семилетней войны в 1757 году французские войска окончательно разрушили замковый комплекс. От него осталась только круглая главная башня, которая стоит и по сей день.
В 1794 году Эдт, как и вся Рейнская область, перешёл под власть Франции и вошёл в состав департамента Рур. Была образована независимая мэрия в кантоне Кемпен, арондисман Кревельт. Четыре года спустя администрация Унтерброха была отделена от амта Эдта и включен под названием Клёрат (нем. Clörath) в состав Неерсена, сегодня города Виллих. После Венского конгресса 1815 года Эдт вошёл в состав Прусского королевства, а мэрия Эдт французского периода стала прусской ратушей Эдта в новом (ныне бывшем) районе Кемпен.
В рамках муниципальной реорганизации поселение Хаген был отделен и включен в состав города Фирзен 1 января 1970 года. Оставшийся муниципалитет Эдт утратил свою независимость и стал посёлком общины Грефрат.

## Геральдика

### Герб
Герб общины Эдт был разделен на две части: белую и желтую. В верхней белой области изображен архиепископ Кельнский с чёрным крестом Кёльнского курфюршества на груди. В нижней части изображен аббат Гладбахский. Поселения Эдт и Мюльхаузен долгое время принадлежали Кельнской архиепархии. В то время границей между ними служил правый приток река Нирс.

## Культура и достопримечательности

### Музеи
- Краеведческий музей. С 1989 года находится под управление местного краеведческого сообщества.

### Памятники истории и архитектуры
- Руины замка Уда (построен около 1300 г.)
- Белая вилла Гирмес (построенная в 1896 году строительной компанией Грефрат P. H. Schmitz & Cie.), в которой также находится местный краеведческий музей и администрация посёлка
- Загородный дом Гирмес (построен в 1904 году)
- Комплекс ныне действующего женского бенедиктинского аббатства Мариендонк
- Действующая католическая церковь Святого Вита, построенная в 1901–1903 годах в неоготическом стиле. Церковная башня сооружена в 1910–1912 годах.

## Инфраструктура и экономика

### Транспортное сообщение
Ближайшие города — Крефельд (примерно 20 км к востоку), Мёнхенгладбах (примерно 20 км к югу) и голландский город Фенло.
Благодаря удобному расположению вблизи Рурской области и автомагистралей А 40 и А 61 можно быстро добраться до крупных городов Дуйсбург и Дюссельдорф, расположенных примерно в 40 км к северу и юго-востоку соответственно. Кёльн также находится неподалеку, примерно в 65 км к юго-востоку от Эдта.

### Экономика

#### История экономики
Ткачество в Эдте упоминается с XVII века. В 1850 году была основана компания Peter Mertes как фабрика по окрашиванию тканей в синий цвет и пошиву профессиональной одежды. 10 ноября 1879 года Йоханнес Гирмес основал компанию Johannes Girmes & Co., Oedt. Его братья Август и Дитрих позднее стали партнёрами этой компании. Когда в 1899 году Эдте был подключён к электросетям, компания «Гирмес» за свой счёт подключила больницу Эдта к освещению. Две текстильные фабрики сформировали облик посёлка и играли доминирующую роль в экономической жизни и, следовательно, в истории города на протяжении многих десятилетий.

#### Современная экономическое положение
От некогда процветавшей текстильной промышленности в Эдте мало что осталось. После того как текстильная фабрика в Гирмесе обанкротилась и была продана французской компании Tissavel, текстильные станки в Оэдте были демонтированы и вывезены. Здания, некоторые из которых внесены в список исторических памятников (построены компанией P. H. Schmitz & Cie. около 1900 года). Одна их этих достопримечательностей — водонапорная башня Грефрат — в основном пустует.
Для уличного пейзажа Эдта характерны редкие магазины. Там, где с XIX века до 1980-х годов наблюдался большой объём продаж, розничной торговли стало значительно меньше.
Кафе «Ауффельдер Бауэрнкафе» (нем. Auffelder Bauerncafe) хорошо известно по всему Нижнему Рейну. Это бывшее сельскохозяйственное поместье, переоборудованное в ресторан с пивным садом, пользуется популярностью среди любителей однодневных экскурсий и велосипедистов.

## Образовательные учреждения

### Детские сады
В Эдте есть два детских сада: один из них находится в ведении религиозной конфессии, а другой — в ведении Немецкого Красного Креста.

### Начальная школа
В Эдте действует общеобразовательная начальная школа, которая работает по принципу школы полного дня. В школьном центре имеется спортивный зал. Учебный плавательный корпус был закрыт решением совета в 2007 году.

### Среднее образование
В соседнем Мюльхаузене расположена местная гимназия «Либфрауеншуле Мюльхаузен» (нем. Liebfrauenschule Mülhausen), которая частично находится в ведении религиозной конфессии и насчитывает около 1300 учеников.

## Свободное время и спорт
В 1975 году в Эдте был введён в экспуатацию «Зал Альберта Мурена», как место проведения различных общественных мероприятий.
Для проведения досуга в Эдте созданы хорошие условия: теннисный корт с шестью площадками, несколько футбольных полей и скейт-парк. В Нирсе можно заняться греблей на лодках и каноэ.
В Эдте имеется широкий выбор клубов. Помимо множества активных спортивных клубов (футбол, легкая атлетика, теннис, плавание, боулинг, гребля на каноэ, собачий спорт, стрельба и т. д.), существует ряд культурных клубов, таких как музыкальные клубы, хоры, стрелковый клуб, краеведческое общество и т. д.

## Персоналии

### Почётные граждане
- Дитрих Гирмес (нем. Dietrich Girmes; 1862—1939), фабрикант
- Йохан Фруен (нем. Johann Fruhen; 1859—1956), самозанятый оптовый и розничный торговец
- Генрих Индерельст (нем. Heinrich Inderelst; †), Советник (СДПГ), почётный гражданин с 8 марта 1961 г.
- Теодор Кюпперс (нем. Theodor Küppers; 1888–1964), Директор Girmes AG
- Вильгельм Текат (нем. Wilhelm Tekath; †), бургомистр общины Эдт (1948–1966)
- Вильгельм Феллер (нем. Wilhelm Veller; †), бригадефюрер СА и в 1933 году президент полиции Вупперталя, почётный гражданин с 10 июля 1933 г.

### Другие известные личности
- Альберт Морен (нем. Albert Mooren; 1828—1899), врач-офтальмолог, почётный гражданин Дюссельдорфа
- Теодор Морен (нем. Theodor Mooren; 1833—1906), бургомистр Эдта, Кемпена и Ойпена, депутат Рейхстага и ландтага
- Алоиз Крайтен (нем. Alois Kreiten; 1856—1930), ювелир и эмальер
- Петер Лючес (нем. Peter Lütsches; 1898—1959), политик (центристская партия/ХДС), жертва нацизма, журналист и основатель BVN (Ассоциация жертв нацистского режима).
- Аннелизе Герхардс (нем. Anneliese Gerhards; род. 1935), легкоатлетка и участница олимпийских игр
- Буркхард Хеннен (нем. Burkhard Hennen; род. 1946), организатор джазовых фестивалей и джазовый продюсер
- Ганс-Альберт Леннарц (нем. Hans-Albert Lennartz; род. 1949), политик и правовед
- Грегор Майнц (нем. Gregor Mayntz; род. 1960), журналист